# Catedral de la Mare de Déu de Vílnius

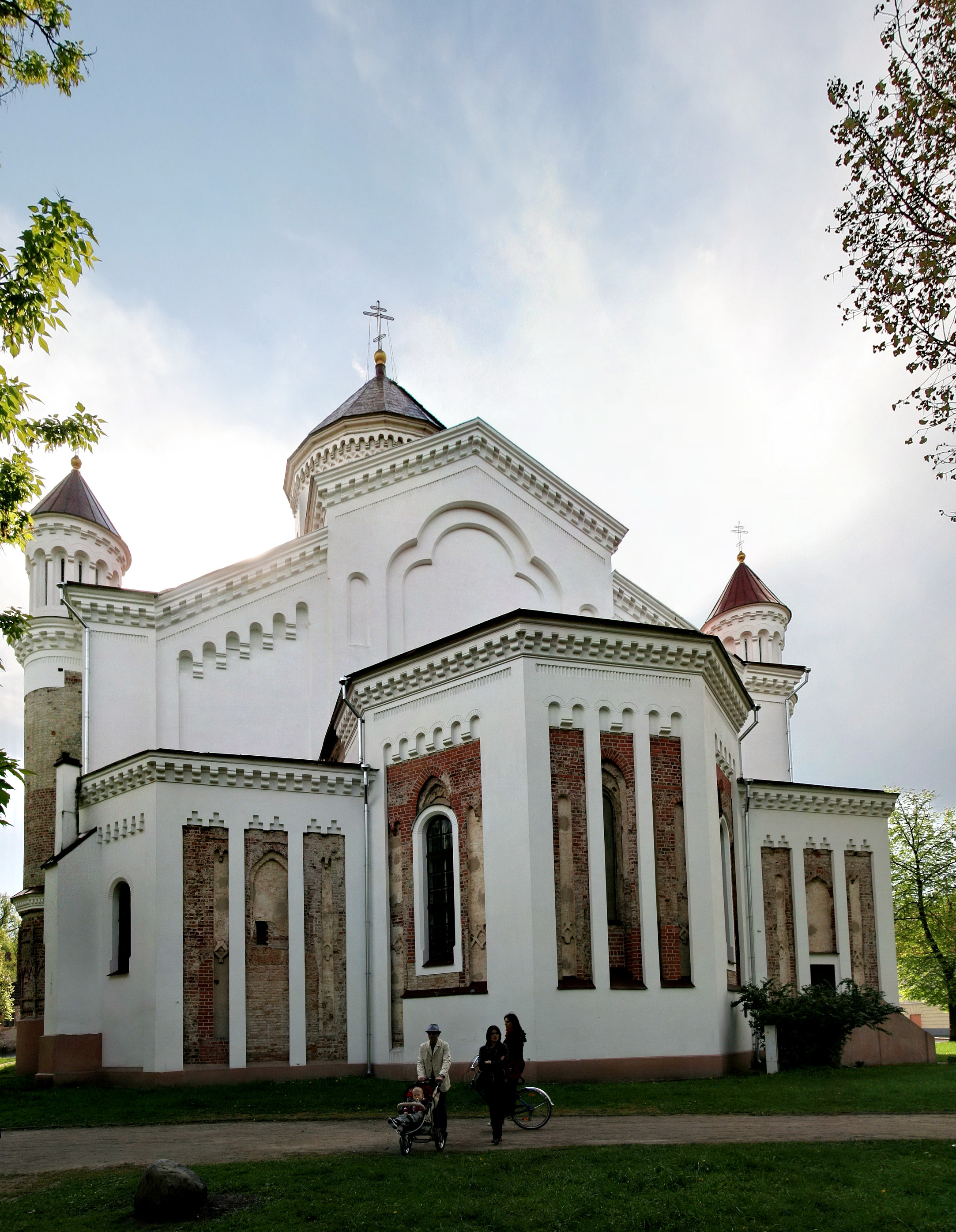
Catedral de la Mare de Déu de Vílnius

La Catedral de la Mare de Déu de Vílnius és la principal església ortodoxa cristiana de Lituània.
La catedral va ser construïda durant el regnat del Gran Duc de Lituània Algirdas, per la seva esposa ortodoxa Maria de Vitebsk el 1346. Va ser edificada per arquitectes de Kíev amb la benedicció de sant Aleix de Moscou, patriarca de Kíev i tota Rússia, el 1348.

## Història
La catedral de la Mare de Déu és una de les esglésies més antigues de Vílnius, construïda abans de la cristianització de Lituània quan el Gran Ducat de Lituània va ser l'últim estat pagà d'Europa. Es va convertir en un important centre espiritual per a la creixent població cristiana del Ducat. L'any 1495 el matrimoni entre el Gran Duc de Lituània Alexandre Jagelló i Helena de Moscou, filla d'Ivan III de Moscou es va realitzar a la catedral, en presència de sant Macari. Va ser allà on Helena va ser enterrada el 1513.

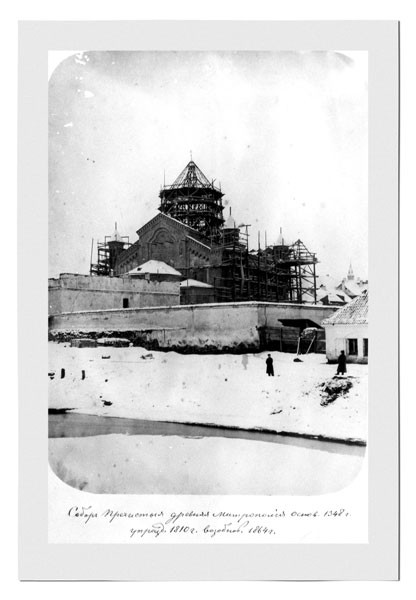
Fotografia de la reconstrucció de Chagin (1865–1868)

Després de la conversió de Lituània al catolicisme romà, la catedral ortodoxa va ser protegida pels prínceps Konstanty Ostrogski i Konstanty Wasyl Ostrogski, qui la va restaurar després de l'enfonsament de la cúpula el 1506. Després de la seva mort, la catedral va ser presa per l'església grecocatòlica el 1609 i va ser reconstruïda en un estil típic de la regió.
El 1748, va ser abandonada després d'un gran incendi i l'edifici va ser utilitzat per a diversos fins. Va ser reconstruïda en estil barroc el 1785. La catedral va ser destruïda novament per l'exèrcit rus durant la revolta de Kosciuszko. El 1808, un prelat local, va vendre l'edifici abandonat a la Universitat de Vílnius, que va tenir l'edifici completament modernitzat el 1822 en estil neoclàssic per Karol Podczaszyński. Després d'això, l'edifici va acollir un teatre anatòmic, una biblioteca i d'altres instal·lacions de la universitat durant mig segle.
L'antiga catedral ortodoxa va ser confiscada i traslladada a l'Església Ortodoxa Russa per iniciativa del comte Mijaíl Muravyov i el seu germà durant la campanya de russificació. L'arquitecte rus Nikolai Chagin es va encarregar de la seva reconstrucció a partir de 1865 fins a 1868 en un estil medieval imitant l'arquitectura georgiana.
La catedral de la Mare de Déu va ser danyada durant la Segona Guerra Mundial, però va ser restaurada el 1948, encara que les seves reformes no es van completar fins a 1957. Avui la catedral pertany a l'Església Ortodoxa Russa i va ser novament renovada el 1998. Els seus serveis són atesos en la seva majoria per l'ètnia russa i belarussa que habiten a Vílnius.